# Oppeby kyrka

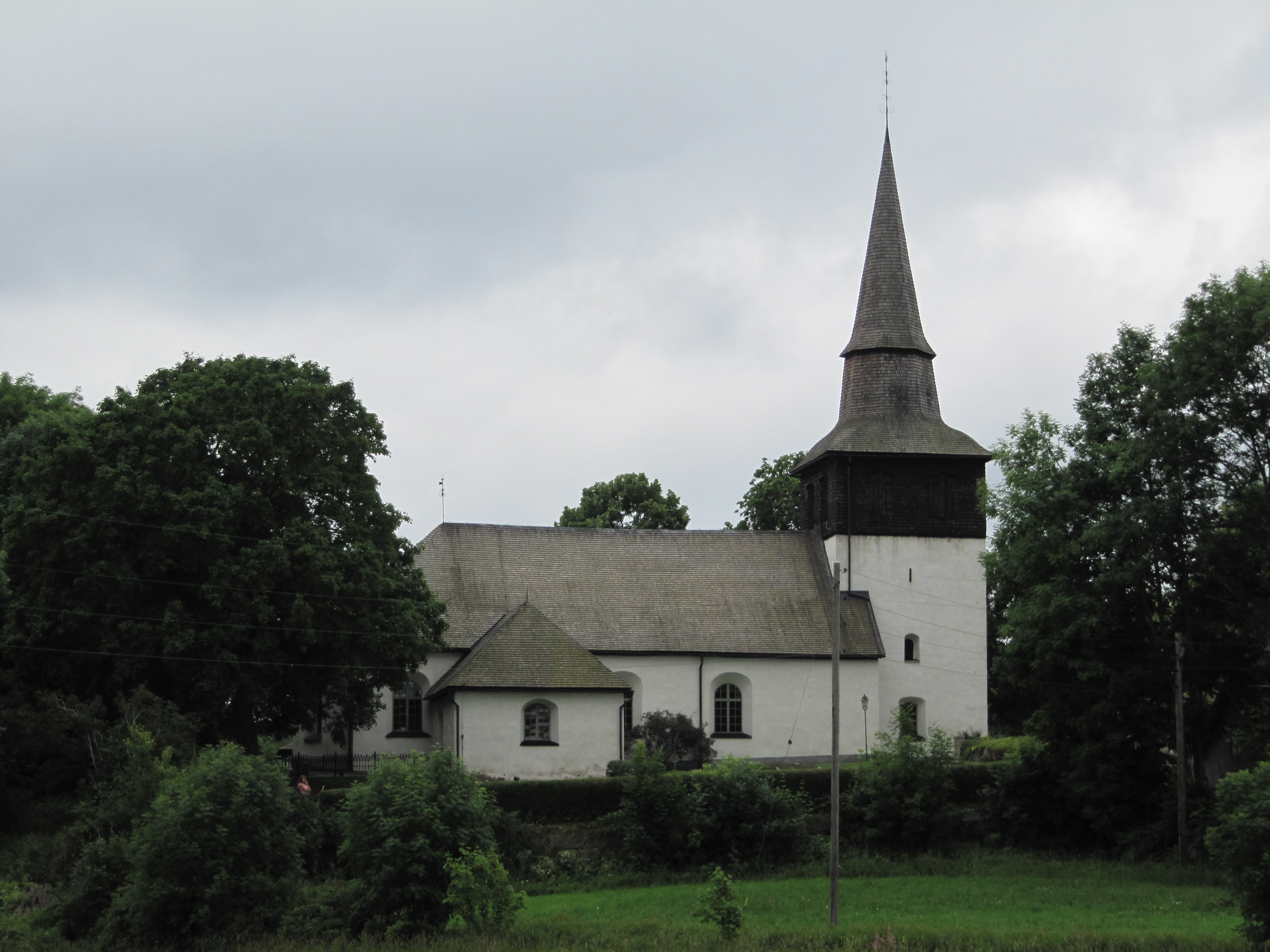
Oppeby kyrka från norra sidan

Oppeby kyrka är en kyrkobyggnad i Oppeby socken, Kinda kommun i Östergötland. Kyrkan ligger utmed länsväg 134, tre mil sydväst om Åtvidaberg och 13,6 kilometer nordost om Kisa och tillhör Rimforsa församling, Linköpings stift.

## Kyrkobyggnaden
Oppeby kyrka, uppförd 1760, på ett näs mellan sjöarna Åsunden och Nimmern har ett enskeppigt långhus med tunnvalv och stora rundbågade fönster, torn i väster och bågformat kor i öster samt sakristia som ansluter till långhusets norrmur strax intill koret och har direktuppgång till predikstolen. Alla yttertak är klädda med träspån. Tornet har en överdel av trä som täcks av en spånklädd huv med spånklädd tornspira i två avsatser.
Interiören domineras av altaruppsatsen, en altartavla målad av Carl Fredrich Brander (1705–1779) med omfattning av Jonas Berggren. På epistelsidan hänger en snidad predikstol också skapad av Jonas Berggren, liksom målningar på läktarbarriären. Bevarade från den föregående kyrkan är ett 1200-talskrucifix och några reliefer ur ett Lübeckiskt altarskåp.

## Historik
På en kulle mellan Åsunden och Nimmern låg fordom två hemman, det som låg uppe på backen kallades Oppeby, och det som låg nedanför kallades Nederby. Någon gång under medeltiden, osäkert när, uppfördes här en träkyrka, som gavs namn efter det övre. Ett bevarat krucifix från 1200-talets andra hälft skulle möjligen kunna tyda på att det redan då funnits en helgedom på platsen. Ett drygt sekel senare, år 1300, dyker namnet Oppeby upp i samband med att biskop Lars Albrektsson i Linköping infordrar biskopstionde för ett kanikat vid domkyrkan.
Uppgifterna om den medeltida kyrkobyggnaden är mycket sparsamma men under 1600-talets första årtionde skall den dåtida träkyrkan ha härjats svårt av eld. En del inventarier räddades emellertid och kyrkan byggdes upp igen.
Altarprydnaden, som tidigare haft plats i Asby kyrka men tagits hit av Adam Johan Rääf och Jonas Duse, är enligt Carl Fredric Broocman "ifrån påvetiden, och wisar hon uti wäl förgyldta bilder Christum och Röfwarena på Korßet, tillika med många sörjande Qwinnor och Män, som stå under Korßet". År 1660 har "Landshöfdingen Arend Möller med Barbro Stiernfeldt till Uttala förärat Dop-Bäcknet" och 1667 har "Anna Stiernfeldt till Ny, Stjernevik och Eneby låtit bygga Altar-Choret vid Träd-Kyrkan". År 1695 har "Simon Adam Möller och Beata Drake gifwit en hederlig Mäßhake til Kyrkan". I början av 1700-talet skaffades en predikstol, ett snickeriarbete som målades först år 1746.
Kyrkan, som var 32 alnar lång och 12 alnar bred, upplevdes vid mitten av 1700-talet som "trång, mörk och bristfällig". Klockstapeln var ruttnande och förfallen. Liksom på så många andra håll upptändes tanken på en ny och större kyrkobyggnad. Den drivande kraften till kyrkobygget var kyrkans patronus, överstelöjtnanten vid Amiralitetet Claës Diedrich von Breitholtz (1711-1783), som också tog initiativ till, ritade och finansierade uppförandet av den nya kyrkan i Misterhult.
Beslut om nybygge av en stenkyrka togs 1753 och ritningar upprättades av byggmästare Peter Frimodig, Linköping. En myckenhet gråsten kördes fram, andra material anskaffades och år 1759 lades grunden. Det blev murmästaren och klockaren i Kärna kyrka, Anders Hansson, som fick förtroendet att uppföra kyrkan. Trätornet uppsattes av byggmästaren Per Carlsson, Västervik. Invigningen förrättades 7 september 1760 av den då 84-årige biskopen i Linköping Andreas Olavi Rhyzelius. På närbelägna säteriet Stjärnevik, där gudstjänsterna hölls under byggtiden, firades invigningen med musik, dans och salut. Kyrkan var dock ännu inte helt klar invändigt. År 1763 blev Jonas Berggren, Målilla färdig med målningar på västläktarbarriären och en ny predikstol och omkring år 1766 skänkte löjtnant Anders Koskull och Catharina von Scheiding en ljuskrona.
År 1833 satte orgelbyggare Pehr Zacharias Strand, Stockholm, upp en niostämmig piporgel på västläktaren. Drygt ett sekel senare, år 1935, restaurerades interiören och 1958 återfick det blå trätunntaket sin tidigare gråa ton. Dessutom installerades eluppvärmning i kyrkan.

## Inventarier
- Processionskrucifix, skulptur av ek, kors av furu, från verkstad i Östergötland, 1200-talets andra hälft, (bilder).
- Figurer ur altarskåp av ek, nordtyskt arbete från 1400-talets sista fjärdedel. Dessa har tidigare tillhört Asby kyrka, (bilder).
- Sockenbudskalk med sexpassformig fot och ett pålött gjutet krucifix, på skaftet en minuskelinskrift, sannolikt tillverkat i Sverige, daterad till 1400-talet.
- Paten, från 1600-talet, tillverkad av silversmed Nils Nilsson d.ä. Behm, Linköping.
- Nattvardskalk, fot och nedre delen av skaftet skapat under 1600-talet av guldsmeden Valentin Lennartsson Wefwer, Linköping, cuppan tillkom först 1762.
- Oblatask, skapad 1705 av silversmed Lambrecht von der Burg, Stockholm.
- Vinkanna, skapad 1856 av P. F. Palmgren, Stockholm.
- Dopskål av mässing, skänkt 1660 av Arendt Möller (1621-1692), landshövding i Narva, och hans hustru Barbro Stiernfelt, Utdala.
- Dopskål i tenn, tillverkad 1830 i Vimmerby.
- Altartavlan, framställande Jesu födelse och herdarnas tillbedjan (Lukas 2:8-20), målad av Carl Fredrich Brander (1705-1779), Stockholm.
- Altaromfattningen, bestående av två pilastrar och överstycke med två änglar och text: "Så ælskade Gud werldena" (Johannes 3:16), ett verk av konstnären Jonas Berggren (1715-1800), Målilla.
- Predikstol med relief visande "Kristus och den samariska kvinnan vid brunnen" (Johannes 4:7-26) utförd 1763 av Jonas Berggren, och skänkt av överstelöjtnanten Claës Diedrich von Breitholtz och hans hustru, friherrinnan Eleonora Koskull (+1781), vilkas alliansvapen pryder predikstolstaket.
- Dekorationer på läktarbarriären med motiv hämtade från Johann Arndts andaktsböcker, "Sechs Bücher von wahren Christenthum", målade 1763 av Jonas Berggren.
- Ljuskrona med åtta pipor, skänkt av löjtnant Anders Koskull och Catharina von Scheiding sannolikt år 1766.
- Ett epitafium på långhusets norra vägg över överstelöjtnanten vid Amiralitetet Claës Diedrich von Breitholtz till Stjärnevik och Vada (1711-1783).
- Ljuskrona, skänkt 1766 av inspektoren Jonas Kinbom.
- Ljusstakar av mässing med ornament, gåva av landshövding Arendt Möller.
- Mässhake av karminröd sammet med silverornering av Lars Westling, Linköping, anskaffad 1788.
- Bokdyna av sidendamast med silverspets.
- Storklockan från 1654.
- Lillklockan, gjuten 1669 av klockgjutare Johan Meyer, Stockholm.

## Orglar
- 1833: Orgelbyggare Pehr Zacharias Strand (1797-1844), Stockholm, bygger en 9-stämmig piporgel.
- 1922: Ombyggnad av orgelbyggare Carl Axel Lund († 1925), Linköping. Utökning till 12 stämmor på 1 manual och pedal.
- 1954: Firma Åkerman & Lund, Knivsta, bygger en pneumatisk orgel med 16 stämmor fördelade på 2 manualer och pedal.

Disposition:
| Huvudverk I     | Svällverk II      | Pedal      | Koppel       |
| Principal 8’    | Rörflöjt 8’       | Subbas 16’ | I/P          |
| Gedackt 8’      | Salicional 8’     | Borduna 8’ | II/P         |
| Oktava 4’       | Principal 4’      | Flöjt 4’   | II/I         |
| Flöjt 4’        | Gemshorn 4’       |            | 16’ II/I     |
| Oktava 2’       | Nasard 2 2/3’     |            | 4’ II/I      |
| Mixtur IV chor. | Blockflöjt 2’     |            |              |
|                 | Ters 1 3/5’       |            |              |
|                 | Tremulant         |            | 2 fria komb. |
|                 | Crescendosvällare |            | Tutti        |